# 2-я пехотная дивизия (Германская империя)
2-я пехотная дивизия (нем. 2. Division) — подразделение прусской и германской армий. Была сформирована в Данциге в марте 1816 года в качестве пехотной бригады. С 5 сентября 1818 года — 2-я дивизия. В 1890 году штаб-квартира дивизии была перенесена в Кёнигсберг, столицу Восточной Пруссии, а в 1899 году — в Инстербург, ближе к границам России. Распущена в 1919 году в ходе демобилизации германской армии после окончания Первой мировой войны.

Дивизия принимала участие в сражениях в ходе войны с Австрией и Франко-прусской войны.
Первую мировую дивизия встретила на Восточном фронте. Участвовала в сражениях при Гумбиннене и Танненберге, двух сражениях у Мазурских озёр. После выхода России из войны была переброшена на запад и занимала позиции под Антверпеном и вдоль реки Маас.